# Diplocentrus chol
Espèce
Diplocentrus chol est une espèce de scorpions de la famille des Diplocentridae.

## Distribution
Cette espèce est endémique du Chiapas au Mexique. Elle se rencontre vers Ocosingo.

## Description
Le mâle holotype mesure 45,5 mm.

## Étymologie
Son nom d'espèce lui a été donné en référence aux Ch'ol.

## Publication originale
- Francke, 2007 : Alacranes (Arachnida: Scorpiones) de Frontera Corozal, en la selva lacandona, Chiapas, México, con la descripción de una nueva especie de Diplocentrus (Diplocentridae). Revista mexicana de biodiversidad, vol. 78, no 1, p. 69-77 (texte intégral).